# Jitka Kocurová
Jitka Kocurová (Vlašim, 13 februari 1979) is een Tsjechische actrice.